# Pikritové mandlovce u Kojetína
Pikritové mandlovce u Kojetína jsou přírodní památka v okrese Nový Jičín jižně od vesnice Kojetín na obou stranách silnice mezi Kojetínem a vesnicí Straník. Nově byla památka vyhlášena nařízením Moravskoslezského kraje č. 2/2019 ze dne 29. ledna 2019. Chráněné území je v péči Krajského úřadu Moravskoslezského kraje. 
Důvodem ochrany je stratotyp jedné z forem podmořské sopečné činnosti z období spodní křídy a opuštěný lom s odkryvem pikritových mandlovců.

## Galerie

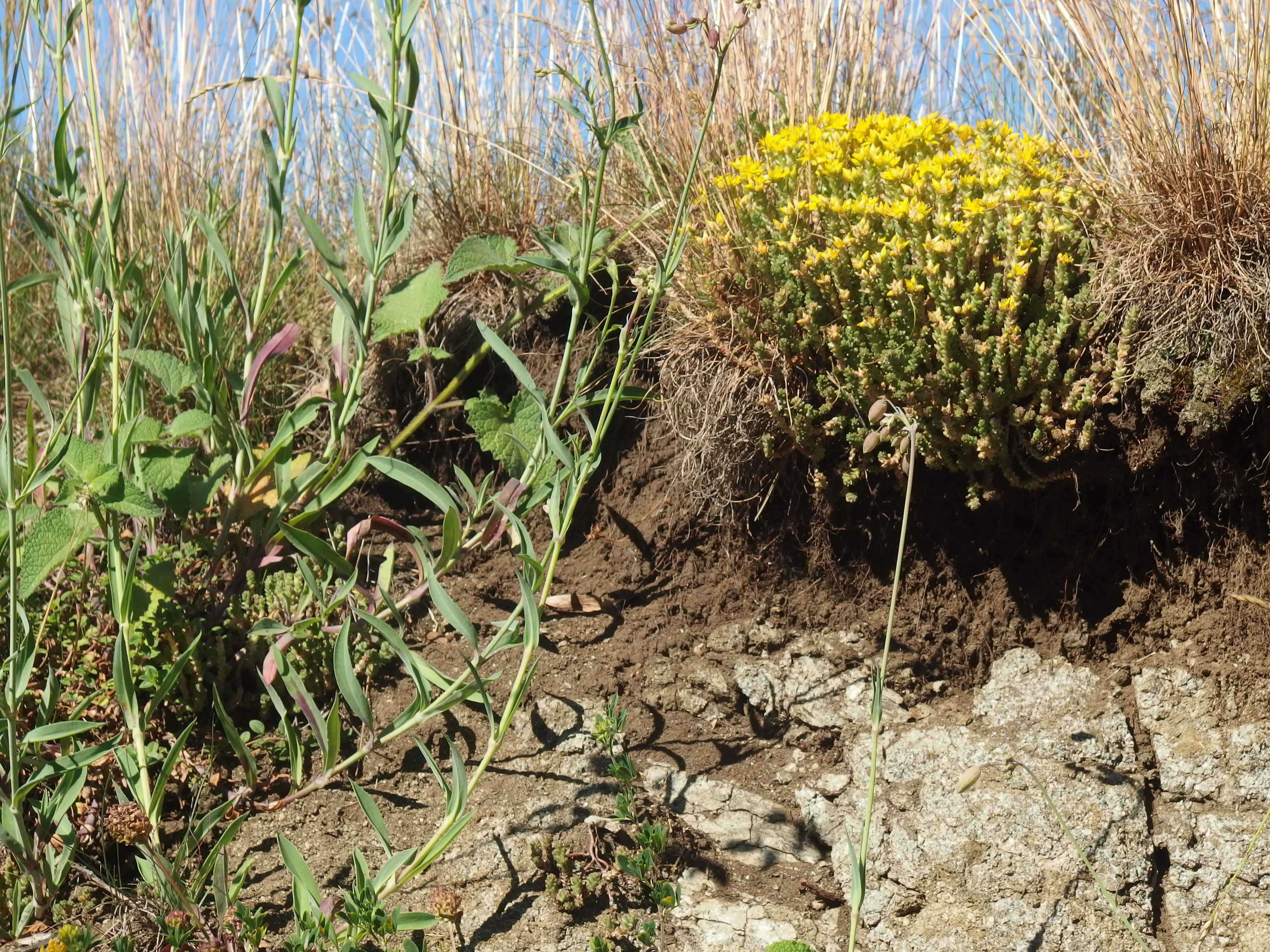
Byliny
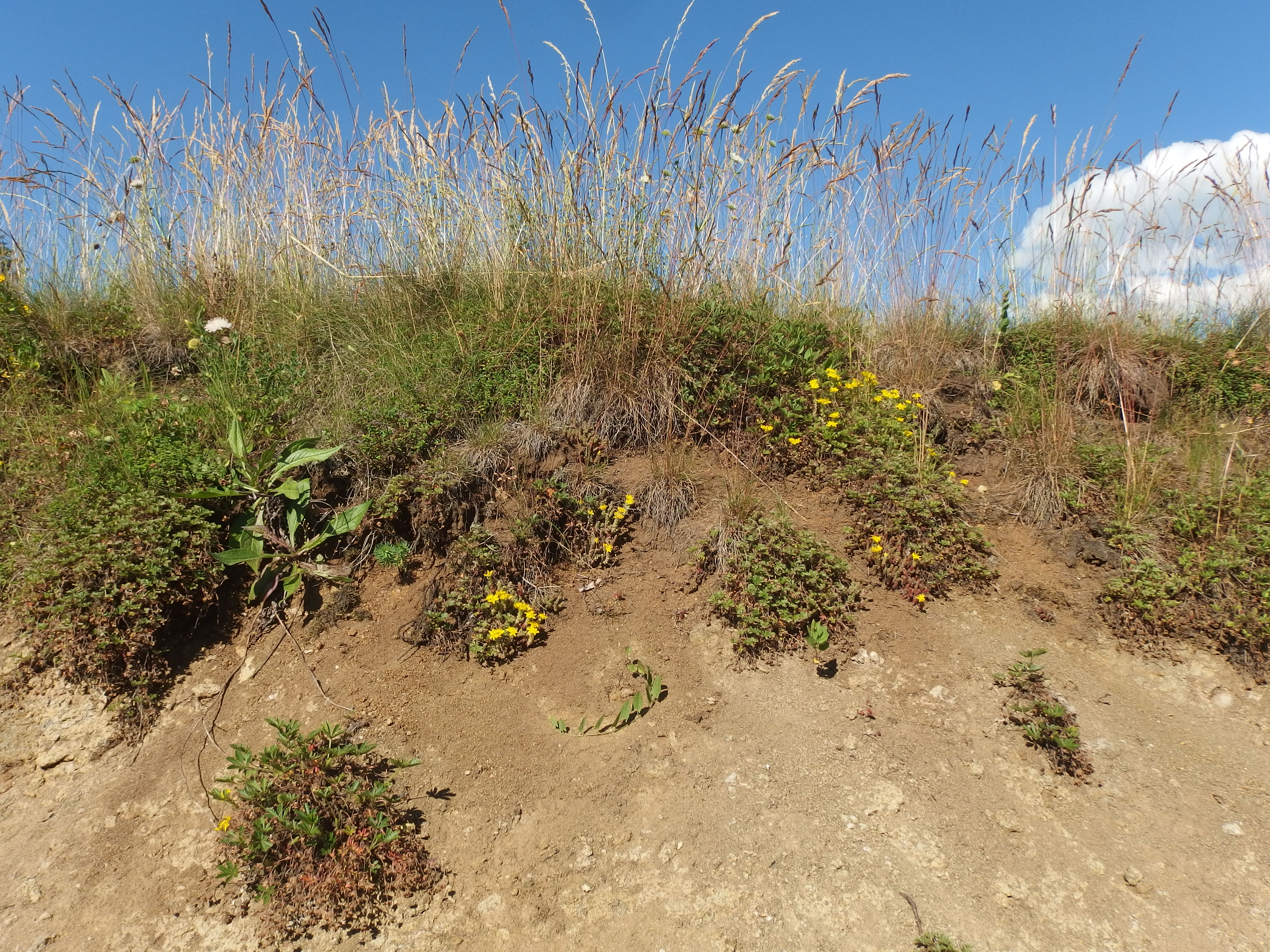
Břeh
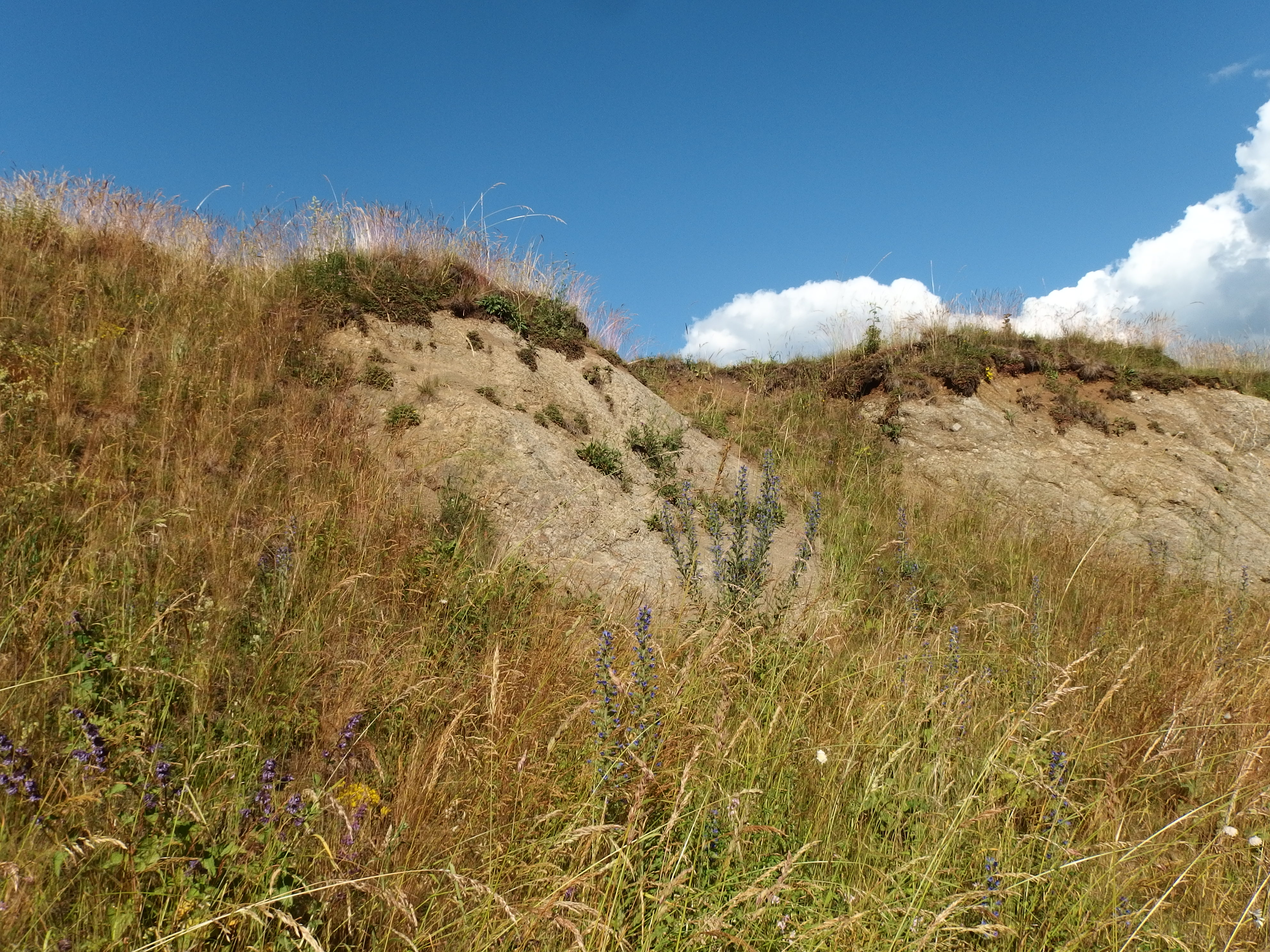
Skála